# Малайзийский короткохвостый дятел
Малайзийский короткохвостый дятел (лат. Hemicircus concretus) —  вид птиц семейства дятловых. Выделяют два подвида. Распространены в Юго-Восточной Азии.

## Описание
Небольшой дятел с длиной тела 13—14 см, длиной крыла  от 78 до 90 мм и массой 27—32 г.
Малайзийский короткохвостый дятел имеет компактное, округлое тело с коротким закругленным хвостом. Голова выглядит довольно крупной из-за тонкой шеи и конусообразного гребня. Большая часть головы однотонно-серая с тонкой волнистой белой линией, проходящей от основания клюва до шеи и мантии. Затылок белого или кремового цвета. Нижняя часть тела однотонно-серая, иногда со слабой светлой полосой на боках и кроющих подхвостьях. Верхняя часть перьев чёрная, с чёткой каймой и исчерченная бурыми или белыми полосами. Верхние кроющие перья хвоста чёрные с белыми или кремовыми кончиками. Надхвостье также белое или кремовое. Чёрные первостепенные маховые перья окаймлены бледной каймой, второстепенные слегка окаймлены белым. Кроющие первостепенных маховых чёрного цвета; по краям беловатые. Подкрылье тёмное, кроющие исчерчены белыми полосками. Относительно длинный клюв серого цвета с чёрным кончиком. Радужная оболочка каштановая. Ноги серые или коричневые. Выражен половой диморфизм. У самцов лоб, макушка и гребень красного цвета. Степень выраженности красной окраски различается у подвидов. Так, у подвида H. c. sordidus отсутствует красная окраска гребня. У самок красный цвет оперения головы отсутствует, иногда заметны лишь рыжеватые кончики перьев на голове. Окраска ювенильных особей более яркая. На верхней стороне тела кончики перьев рыжеватые или цвета корицы. Нижняя сторона тела испещрена полосками буйволового цвета. Макушка и гребень у самцов апельсинового цвета или цвета корицы, а у самок — охристые, иногда с рыжеватым оттенком.

## Вокализация
Издаёт довольно громкие, резкие, иногда писклявые, пронзительные, одиночные звуки «chick», «tip» или «pit», как в полете, так и сидя на насесте. Также часто слышны двойные ноты «ko, ki-you» или «kee-yew» во время поднятия гребня. Песня — быстрая серия нот «tee-tee-ti». Также дребезжащие ноты «ki-ki-ki» и жужжащие звуки во время взаимодействия с сородичами. «Барабанная дробь» нечастая, получаются слабые раскаты.

## Биология
Малайзийский короткохвостый дятел обитает на опушках, полянах и других открытых пространствах вечнозеленых тропических лесов, в некоторых регионах — в зарослях бамбука, а также на плантациях, лесистых пригородных или возделываемых территориях. Встречается от низменностей до высоты 1500 м над уровнем моря. Ведёт осёдлый образ жизни.
Добывают корм поодиночке, парами, иногда присоединяются к смешанным группам. В основном питается собиранием, а не сверлением или долблением в древесине. В состав рациона входят насекомые и большое количество фруктов. Птицы устраиваются на ночлег сообща в неглубоких дуплах, которые они выдалбливают рядом друг с другом в сухостое. Гнездование происходит в более глубоких дуплах или расщелинах, сезон размножения приходится на период с декабря по июль.

## Подвиды и распространение
Выделяют два подвида:
- H. c. sordidus  (Eyton, 1845) — Малайский полуостров, Суматра, острова Метавай, Банка и Калимантан
- H. c. concretus (Temminck, 1821) — Ява